# Récepteur à conversion directe
Un récepteur à conversion directe ou récepteur à transposition directe, également connu sous le nom de homodyne, synchrodyne, ou récepteur à FI (fréquence intermédiaire) zéro, est un récepteur radio qui démodule le signal radio entrant à l'aide d'un  détecteur synchrone piloté par un oscillateur local dont la fréquence est identique ou très proche de la fréquence porteuse du signal prévu. Cela contraste avec le récepteur superhétérodyne standard où cela n'est accompli qu'après une conversion initiale vers une fréquence intermédiaire.
La simplification consistant à n'effectuer qu'une seule conversion de fréquence réduit la complexité du circuit de base, mais d'autres problèmes se posent, par exemple en ce qui concerne la gamme dynamique. Dans sa forme originale, il n'était pas adapté à la réception de signaux AM et FM sans mettre en œuvre une boucle à verrouillage de phase élaborée. Bien que ces problèmes et d'autres difficultés techniques aient rendu cette technique peu pratique à l'époque de son invention (années 1930), la technologie actuelle, et la radio logicielle en particulier, ont relancé son utilisation dans certains domaines, y compris dans certains produits de consommation (téléphone GSM 2G bi-bande 900/1800 MHz d'Alcatel One Touch dans les années 1990-2000 et brevets associés par exemple).

## Principe de fonctionnement

Un schéma fonctionnel du récepteur à conversion directe.

La conversion du signal modulé en bande de base se fait en une seule conversion de fréquence. Cela évite la complexité des deux (ou plus) conversions de fréquence du récepteur superhétérodyne, des étages FI et des problèmes de rejet d'image.
Le signal radioélectrique reçu est introduit directement dans un mélangeur de fréquence, comme dans un récepteur superhétérodyne. Cependant, contrairement au superhétérodyne, la fréquence de l'oscillateur local n'est pas décalée par rapport à la fréquence du signal reçu, mais identique à celle-ci. Le résultat est une sortie démodulée comme celle qui serait obtenue à partir d'un récepteur superhétérodyne utilisant une détection synchrone (un détecteur de produit (en)) après un étage de fréquence intermédiaire (FI).

## Difficultés techniques
Pour égaler les performances du récepteur superhétérodyne, un certain nombre de fonctions normalement assurées par l'étage FI doivent être accomplies en bande de base. Comme il n'y a pas d'amplificateur FI à gain élevé utilisant le contrôle automatique de gain (CAG), le niveau de sortie en bande de base peut varier sur une grande dynamique en fonction de l'intensité du signal reçu. Il s'agit là d'un défi technique majeur qui a limité la faisabilité de la conception. Un autre problème est l'incapacité de cette conception à mettre en œuvre la détection d'enveloppe des signaux AM. Ainsi, la démodulation directe des signaux AM ou FM (tels qu'ils sont utilisés dans la radiodiffusion) nécessite une boucle à verrouillage de phase avec l'oscillateur local accordé à la fréquence porteuse, une tâche beaucoup plus exigeante par rapport au détecteur d'enveloppe plus robuste ou au détecteur de rapport à la sortie d'un étage FI dans une conception de superhétérodyne. Toutefois, cela peut être évité dans le cas d'une conception à conversion directe utilisant la détection en quadrature suivie d'un traitement numérique du signal. En utilisant des techniques de radio logicielle, les deux sorties en quadrature peuvent être traitées afin d'effectuer toute sorte de démodulation et de filtrage sur les signaux convertis à partir de fréquences proches de la fréquence de l'oscillateur local. La diffusion du matériel numérique, ainsi que le perfectionnement des composants analogiques impliqués dans la conversion de la fréquence en bande de base, ont rendu cette topologie plus simple et pratique dans de nombreuses applications.

## Histoire et applications
La réception homodyne a été développée en 1932 par une équipe de scientifiques britanniques à la recherche d'un modèle capable de surpasser l'architecture superhétérodyne (modèle de conversion à deux étages). Le concept a été renommé plus tard synchrodyne. Non seulement il avait des performances supérieures en raison de l'étage de conversion unique, mais il avait également une complexité de circuit et une consommation d'énergie réduites. La conception souffrait de la dérive thermique de l'oscillateur local qui modifiait sa fréquence au fil du temps. Pour contrer cette dérive, la fréquence de l'oscillateur local était comparée au signal d'entrée de la diffusion par un discriminateur de phase. Cela produisait une tension de correction qui faisait varier la fréquence de l'oscillateur local en la maintenant verrouillée avec le signal utile. Ce type de circuit de rétroaction a évolué pour devenir ce que l'on appelle aujourd'hui une boucle à verrouillage de phase. Bien que la méthode existe depuis plusieurs décennies, elle a été difficile à mettre en œuvre en raison principalement de la tolérance des composants, qui doit être de faible variation pour que ce type de circuit fonctionne avec succès.

### Avantages
Les signaux de battement indésirables provenant de l'étape de mixage ne nécessitent pas de traitement supplémentaire, car ils sont complètement rejetés par l'utilisation d'un filtre passe-bas à l'étape de sortie audio. La conception du récepteur présente l'avantage supplémentaire d'une haute sélectivité, et est donc un démodulateur de précision. Les principes de conception peuvent être étendus pour permettre la séparation des signaux de radiodiffusion des canaux adjacents dont les bandes latérales peuvent chevaucher la transmission utile. La conception améliore également la détection des signaux en mode de transmission de modulation d'impulsion complexe.

### Inconvénients
Des fuites de signal peuvent se produire dans le récepteur. Le gain de fréquence audio élevé requis peut entraîner des difficultés à rejeter le ronflement du secteur. L'énergie de l'oscillateur local peut fuir à travers l'étage du mélangeur vers l'entrée de l'antenne et se réfléchir ensuite dans l'étage du mélangeur. L'effet global est que l'énergie de l'oscillateur local s'auto-mélange et crée un signal de décalage CC (en) (en anglais : DC offset). Ce décalage peut être suffisamment important pour surcharger les amplificateurs en bande de base et empêcher la réception du signal utile. Il existe des modifications de conception pour résoudre ce problème, mais elles augmentent la complexité du récepteur. La complexité supplémentaire de la conception l'emporte souvent sur les avantages d'un récepteur à conversion directe.

### Utilisation moderne
L'article de Wes Hayward et Dick Bingham publié en 1968 a suscité un nouvel intérêt pour les conceptions à conversion directe.
Le développement du circuit intégré et l'incorporation de dispositifs complets de boucle à verrouillage de phase dans des boîtiers de circuits intégrés à faible coût ont permis de généraliser cette conception. L'utilisation n'est plus limitée à la réception de signaux radio AM, mais trouve également son utilité dans le traitement de méthodes de modulation plus complexes. Les récepteurs à conversion directe sont désormais intégrés dans de nombreuses applications de réception, y compris les téléphones cellulaires, les téléavertisseurs, les télévisions, l'avionique, les appareils d'imagerie médicale et les systèmes de radio logicielle.